# 563 v.Chr.

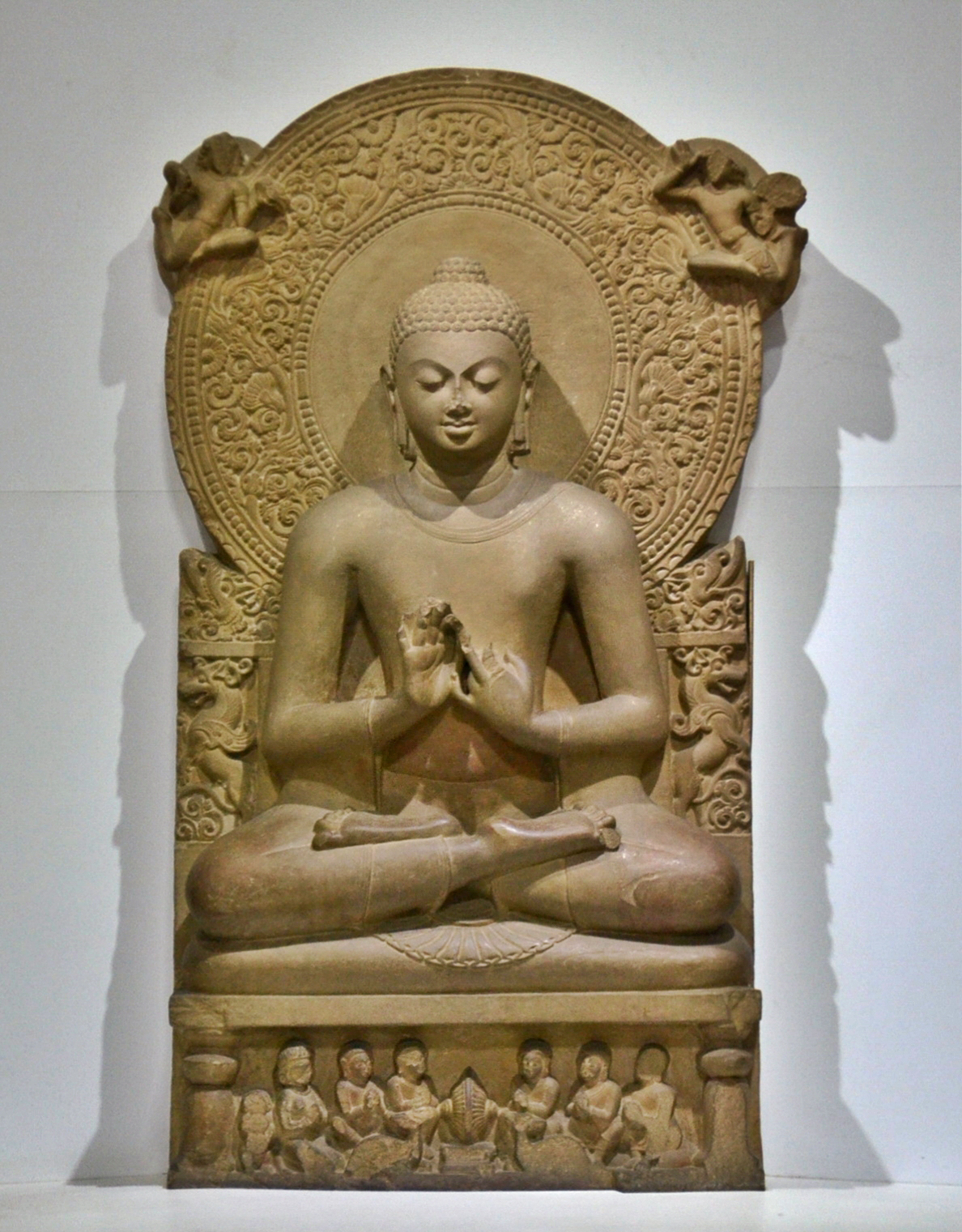
Beeld van Boeddha in het Sarnath museum (India)

Het jaar 563 v.Chr. is een jaartal volgens de christelijke jaartelling.

## Gebeurtenissen
- In de Babylonische kalender valt het Babylonische Nieuwjaar van 1 Nisannu op 22-23 maart, de volle maan in Nisannu valt op 11-12 april en 1 Tašritu valt op 16-17 september.
- Maansverduistering van 5/6 september 563 v.Chr BC

## Geboren
- Gautama Boeddha, religieus leider (waarschijnlijke datum; voor overige data, zie: kroniek van het boeddhisme)